# Încrucișare genetică

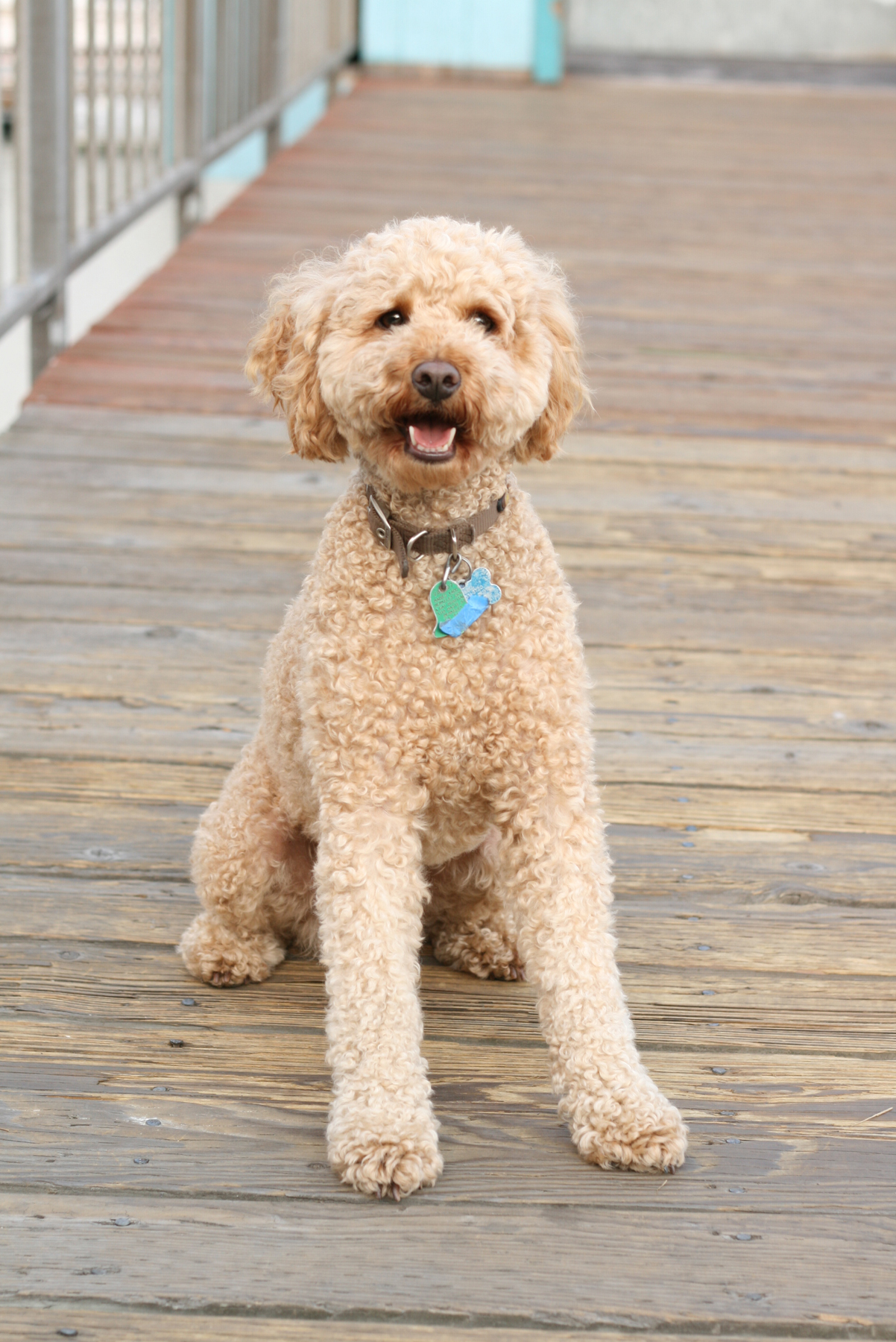
Un labradoodle, o încrucișare intre un pudel și un retriever

Încrucișare genetică  este procesul de reproducere a unui animal din părinți proveniți din două rase, soiuri sau populații diferite, de multe ori cu intenția de a crea descendenți care conțin trăsături ale ambelor rase sau de a produce un organism hibrid viguros. În timp ce încrucișarea este utilizată pentru menținerea sănătății și a viabilității organismelor, încrucișarea iresponsabilă poate produce, de asemenea, organisme de calitate inferioară sau poate dilua o rasă pură până la punctul de dispariție al unei rase.

## Încrucișări la diferite animale

### Bovine
La bovine există sisteme de încrucișare. Cel mai utilizat sistem este utilizat atunci când femelele de rasă pură sunt adaptate în mod deosebit unui mediu specific și sunt încrucișate cu tauri proveniți dintr-un alt mediu pentru a produce o generație cu trăsături ale ambilor părinți.

### Oi
Numărul mare de rase de oi, care variază foarte mult, creează oportunități pentru încrucișare cu scopul adaptării la necesitățile industriei textile.

## Animale hibride
Un animal hibrid este unul care are părinți din două specii separate, fiind diferite de animalele metise, care au părinți din aceeași specie. Hibrizii sunt de obicei, dar nu întotdeauna, sterili.
Unul dintre cele mai vechi tipuri de animale hibride este catârul, o încrucișare între o femelă cal și un mascul măgar. Ligrul este o încrucișare hibridă între un mascul leu și o femelă tigru. Yattle este o încrucișare între o vacă și un iac. Alte animale hibride sunt tigonul (între un mascul tigru și o femelă leu) și yakalo (între un iac și o bivoliță). Incașii cunoșteau că încrucișarea între Lama glama (lama) și Lama pacos (alpaca) producea un hibrid care nu avea nici unul din avantajele vreunuia dintre părinți săi.
La un moment dat s-a crezut că lupii și câinii erau specii separate, iar încrucișările între câini și lupi au fost numite lupi hibrizi. Astăzi lupii și câinii sunt recunoscuți ca făcând parte din specia Canis lupus, dar vechiul termen de „lup hibrid” este încă folosit.

## Rase mixte
Un animal de rasă mixtă este definit ca având o origine nedocumentată sau necunoscută, în timp ce un animal provenit prin încrucișare genetică are în general părinți din două rase sau specii distincte. Un câine de origine necunoscută este adesea numit un câine mixt, „mutt” sau „mongrel”. O pisică de origine necunoscută este adesea menționată generic ca pisică domestică cu păr scurt sau pisică domestică cu păr lung, iar în unele dialecte este adesea numită „moggy”.